# Шлески језик
Шлески језик (шл. ślōnskŏ gŏdka, ślůnsko godka; чеш. slezština; пољ. język śląski, etnolekt śląski), познат још и као горњошлески, је западнословенски језички варијетет, сродан пољском и чешком језику. На вокабулар је значај утицај имао средњоњемачки због постојања бројних њемачкошлеских говорника на истом простору прије, током и након Другог свјетског рата, све до 1990-их.
Не постоји јединствено мишљење да ли је шлески језик засебан језик или нарјечје пољског језика.

## Распрострањеност
Становништво које говори шлеским језиком у највећој мјери живи у Горњој Шлеској, област која је подјељена на југозападни дио који се налази у саставу Пољске и сјевероисточни дио који се налази у Чешкој. Данашњи шлески се обично говори у области између историјске границе Шлеске на истоку и линије од Сицова до Прудњика на западу, као и у околини Равича. До 1945. године шлески се такође говорио и у енклавама у Доњој Шлеској.
Њемачкошлески језик, варијетет средњоњемачког, је говорила већинска њемачка популација у Доњој Шлеској све до масовне депортације у Њемачку након Другог свјетског рата.
По посљедњем попису становништва у Пољској из 2011. године, око 509.000 становника се изјаснило да говори шлески као матерњи језик (на попису 2002. 60.000), а на пописима у Пољској, Чешкој и Словачкој, око 900.000 становника се изјаснило као Шлезијци по националности.

## Признање
Са радом је 2003. године почела Национална шлеска издавачка кућа (Narodowa Oficyna Śląska). Издавачку кућу је основао Савез народа шлеске националности (Związek Ludności Narodowości Śląskiej) и почео је са штампањем књига о Шлезијцима и књига на шлеском језику.
Шлески језик у јуну 2007. године добија свој ISO 639-3 код szl (енгл. Slavic Silesian language - словенски шлески језик).
23 посланика пољске скупштине су 6. септембра 2007. године припремили изјаву о новом закону по којем би шлески језик добио службени статус регионалног језика.
Првом Национално такмичење у диктирању шлеског језика (Ogólnopolskie Dyktando Języka Śląskiego) је било у августу 2007. године. На диктирању је прихваћено чак десет система писања и ортографије.
Двије организације које 'за циљ имају промовисање шлеског језика су основане 20. јануара и у јуну 2008. године: Pro Loquela Silesiana и Tôwarzistwo Piastowaniô Ślónskij Môwy „Danga“. Википедија на шлеском језику је основана 26. маја 2008. године.
У здању Шлеском сејма у Катовицама је 30. јуна 2008. године одржана конференциај о статусу шлеском језика. Конфереција је била форум за политичаре, лингвисте, представнике интересних организације и особе које се баве шлеским језиком. Назив конференције је био „Шлески — још увијек нарјечје или већ језик?“ (Śląsko godka — jeszcze gwara czy jednak już język?).
Министарство државне управе и дигитализације је 2012. године регистровало шлески језик у анексу 1. Уредба о државном регистру географских назива; међутим, у новембру 2013. године у измени уредбе није било шлеског језика.